# Welterbe in Äquatorialguinea
Äquatorialguinea hat am 10. März 2010 seine Ratifizierungsurkunde für die Welterbekonvention bei der UNESCO hinterlegt. Bislang hat das Land aber noch keine Tentativliste bei der UNESCO eingereicht und somit auch keine Kandidaten für das UNESCO-Welterbe nominiert.